# Кабинет Тёрнрос
Кабинет Тёрнрос (швед. Regeringen Terros) — 14-й кабинет министров Аландских островов, который возглавляла Вероника Тёрнрос. Сформирован 18 октября 2019 года.
| Должность                                        | Министр                | Пребывание в должности                  |
| ------------------------------------------------ | ---------------------- | --------------------------------------- |
| Премьер-министр                                  | Вероника Тёрнрос       | 18 октября 2019 года – 11 декабря 2023  |
| Заместитель советника, канцлер                   | Гарри Янссон           | 18 октября 2019 года – 11 декабря 2023  |
| Вице-премьер и Министр финансов                  | Торбьерн Элиассон      | 18 октября 2019 — 13 января 2021        |
| Вице-премьер и Министр финансов                  | Роджер Хёглунд         | с 13 января 2021 года – 11 декабря 2023 |
| Министр образования и культуры                   | Анника Хамбрудд        | 18 октября 2019 года – 11 декабря 2023  |
| Министр по социальным вопросам и здравоохранению | Аннетт Холмберг-Янссон | 18 октября 2019 года – 11 декабря 2023  |
| Министр промышленности                           | Фредрик Карлстрём      | 18 октября 2019 года – 11 декабря 2023  |
| Министр развития                                 | Альфонс Рёблом         | 18 октября 2019 года – 11 декабря 2023  |
| Министр инфраструктуры                           | Кристиан Викстрем      | 18 октября 2019 года – 11 декабря 2023  |